# ADO Den Haag in het seizoen 2022/23 (vrouwen)
Het seizoen 2022/2023 was het 16e jaar in het bestaan van de Haagse vrouwenvoetbalclub ADO Den Haag. De club kwam onder leiding van hoofdtrainer Sjaak Polak uit in de Eredivisie en het toernooi om de KNVB beker. Op woensdag 27 juli 2022 vond de eerste training plaats. ADO Den Haag eindigde uiteindelijk op de vijfde plaats in de competitie en behaalde de halve finale van het bekertoernooi.

## Selectie en staf 2022/23
| #  | Naam                      | Land      | Positie      | Jaar | Bij ADO sinds | Tot  | C. | Voetbal | Kreeg geel | Weggestuurd | B. | Voetbal | Kreeg geel | Weggestuurd | T. | Voetbal | Kreeg geel | Weggestuurd |
| -- | ------------------------- | --------- | ------------ | ---- | ------------- | ---- | -- | ------- | ---------- | ----------- | -- | ------- | ---------- | ----------- | -- | ------- | ---------- | ----------- |
| 1  | Barbara Lorsheijd         | Nederland | Doelvrouw    | 1991 | Zomer 2017    | 2023 | 4  | 0       | 0          | 0           | 0  | 0       | 0          | 0           | 4  | 0       | 0          | 0           |
| 2  | Bo Vonk                   | Nederland | Verdediger   | 2000 | Zomer 2017    | 2023 | 4  | 0       | 1          | 0           | 0  | 0       | 0          | 0           | 4  | 0       | 1          | 0           |
| 3  | Daniëlle Noordermeer      | Nederland | Verdediger   | 1999 | Zomer 2022    | 2023 | 4  | 1       | 0          | 0           | 0  | 0       | 0          | 0           | 4  | 1       | 0          | 0           |
| 4  | Nicole Stoop              | Nederland | Verdediger   | 2001 | Zomer 2022    | 2024 | 3  | 0       | 0          | 0           | 0  | 0       | 0          | 0           | 3  | 0       | 0          | 0           |
| 5  | Kayra Nelemans            | Nederland | Verdediger   | 2002 | Zomer 2019    | 2024 | 4  | 0       | 0          | 0           | 0  | 0       | 0          | 0           | 4  | 0       | 0          | 0           |
| 6  | Pleun Raaijmakers         | Nederland | Middenvelder | 1997 | Zomer 2019    | 2023 | 3  | 0       | 0          | 0           | 0  | 0       | 0          | 0           | 3  | 0       | 0          | 0           |
| 7  | Maartje Looijen           | Nederland | Aanvaller    | 1998 | Zomer 2014    | 2023 | 0  | 0       | 0          | 0           | 0  | 0       | 0          | 0           | 0  | 0       | 0          | 0           |
| 8  | Chloé Vande Velde         | België    | Middenvelder | 1997 | Zomer 2022    | 2023 | 4  | 1       | 0          | 0           | 0  | 0       | 0          | 0           | 4  | 1       | 0          | 0           |
| 9  | Jaimy Ravensbergen        | Nederland | Aanvaller    | 2001 | Zomer 2017    | 2023 | 4  | 4       | 0          | 1           | 0  | 0       | 0          | 0           | 4  | 4       | 0          | 1           |
| 10 | Kirsten van de Westeringh | Nederland | Middenvelder | 2001 | Zomer 2021    | 2023 | 0  | 0       | 0          | 0           | 0  | 0       | 0          | 0           | 0  | 0       | 0          | 0           |
| 11 | Jannette van Belen        | Nederland | Aanvaller    | 1998 | Zomer 2019    | 2023 | 0  | 0       | 0          | 0           | 0  | 0       | 0          | 0           | 0  | 0       | 0          | 0           |
| 12 | Manon van Raay            | Nederland | Middenvelder | 2003 | Zomer 2020    | 2023 | 2  | 0       | 0          | 0           | 0  | 0       | 0          | 0           | 2  | 0       | 0          | 0           |
| 13 | Wiëlle Douma              | Nederland | Verdediger   | 2000 | Zomer 2021    | 2023 | 4  | 0       | 0          | 0           | 0  | 0       | 0          | 0           | 4  | 0       | 0          | 0           |
| 14 | Liz Rijsbergen            | Nederland | Aanvaller    | 2002 | Zomer 2020    | 2023 | 4  | 0       | 0          | 0           | 0  | 0       | 0          | 0           | 4  | 0       | 0          | 0           |
| 15 | Lobke Loonen              | Nederland | Aanvaller    | 2002 | Zomer 2022    | 2023 | 2  | 3       | 0          | 0           | 0  | 0       | 0          | 0           | 2  | 3       | 0          | 0           |
| 16 | Isa Grimmius              | Nederland | Doelvrouw    | 2004 | Zomer 2021    | 2024 | 0  | 0       | 0          | 0           | 0  | 0       | 0          | 0           | 0  | 0       | 0          | 0           |
| 17 | Vanessa Susanna           | Aruba     | Aanvaller    | 1997 | Zomer 2022    | 2023 | 4  | 0       | 0          | 0           | 0  | 0       | 0          | 0           | 4  | 0       | 0          | 0           |
| 18 | Ilham Abali               | Nederland | Middenvelder | 2002 | Zomer 2018    | 2023 | 0  | 0       | 0          | 0           | 0  | 0       | 0          | 0           | 0  | 0       | 0          | 0           |
| 19 | Nikki IJzerman            | Nederland | Middenvelder | 2000 | Zomer 2020    | 2023 | 4  | 2       | 0          | 0           | 0  | 0       | 0          | 0           | 4  | 2       | 0          | 0           |
| 20 | Cato Pijnacker Hordijk    | Nederland | Verdediger   | 2002 | Zomer 2021    | 2024 | 2  | 0       | 0          | 0           | 0  | 0       | 0          | 0           | 2  | 0       | 0          | 0           |
| 21 | Anne Sellies              | Nederland | Aanvaller    | 2000 | Zomer 2019    | 2023 | 0  | 0       | 0          | 0           | 0  | 0       | 0          | 0           | 0  | 0       | 0          | 0           |
| 22 | Louise van Oosten         | Nederland | Middenvelder | 2004 | Zomer 2020    | 2023 | 3  | 0       | 0          | 0           | 0  | 0       | 0          | 0           | 3  | 0       | 0          | 0           |
| 23 | Lysanne van der Wal       | Nederland | Middenvelder | 1997 | Zomer 2022    | 2023 | 4  | 0       | 1          | 0           | 0  | 0       | 0          | 0           | 4  | 0       | 1          | 0           |
| 25 | Gina Viehoff              | Nederland | Aanvaller    | 2004 | Zomer 2022    | 2023 | 1  | 0       | 0          | 0           | 0  | 0       | 0          | 0           | 1  | 0       | 0          | 0           |
| 26 | Laura Dankelman           | Nederland | Verdediger   | 2003 | Zomer 2021    | 2024 | 0  | 0       | 0          | 0           | 0  | 0       | 0          | 0           | 0  | 0       | 0          | 0           |
| 27 | Wendy Balfoort            | Nederland | Aanvaller    | 2002 | Zomer 2021    | 2023 | 0  | 0       | 0          | 0           | 0  | 0       | 0          | 0           | 0  | 0       | 0          | 0           |
| 28 | Dante Wammes              | Nederland | Aanvaller    | 2000 | Zomer 2022    | 2023 | 2  | 0       | 0          | 0           | 0  | 0       | 0          | 0           | 2  | 0       | 0          | 0           |
| 30 | Loïs Wieringa             | Nederland | Doelvrouw    | 2005 | Zomer 2021    | 2023 | 0  | 0       | 0          | 0           | 0  | 0       | 0          | 0           | 0  | 0       | 0          | 0           |
| 38 | Jill van den Ende         | Nederland | Verdediger   | 2004 | Zomer 2021    | 2023 | 0  | 0       | 0          | 0           | 0  | 0       | 0          | 0           | 0  | 0       | 0          | 0           |
| 46 | June Burgers              | Nederland | Verdediger   | 2004 | Zomer 2021    | 2023 | 0  | 0       | 0          | 0           | 0  | 0       | 0          | 0           | 0  | 0       | 0          | 0           |

(Bijgewerkt t/m speelronde 4)

### Transfers
Zomer 2022 - aangetrokken:
- Lobke Loonen → KAA Gent
- Daniëlle Noordermeer → Excelsior Rotterdam
- Nicole Stoop → VV Alkmaar
- Vanessa Susanna → KAA Gent
- Chloé Vande Velde → KAA Gent
- Lysanne van der Wal → FC Twente
- Dante Wammes → Excelsior Rotterdam
- Loïs Wieringa → eigen gelederen

Zomer 2022 - vertrokken:
- Jolina Amani → SC Braga
- Akke van den Born → Excelsior Rotterdam
- Shanique Dessing → PSV
- Gwyneth Hendriks → PSV
- Maaike van Klink → FIU Panthers
- Romy Speelman → gestopt
- Amber Verspaget → Feyenoord

### Technische staf
| Functie           | Naam               |
| ----------------- | ------------------ |
| Hoofdtrainer      | Sjaak Polak        |
| Assistent-trainer | Stephan Vos        |
| Assistent-trainer | Nick Poot          |
| Video-analist     | Nick Poot          |
| Keeperstrainer    | Pasquinel te Pas   |
| Teammanager       | Ellen van den Berg |
| Teammanager       | Annie Hoek         |
| Fysiotherapeut    | Chantal Frik       |
| Fysiotherapeut    | Maaike Kemps       |
| Clubarts          | Hans van Pelt      |
| Materiaalman      | Dave de Wit        |
| Trainer beloften  | Bianca Koppers     |

### Directie
| Functie                         | Naam               |
| ------------------------------- | ------------------ |
| Voorzitter ADO Den Haag Vrouwen | Kees Punt          |
| Algemeen directeur              | Hans Agte          |
| Technisch manager               | Annabel Toorenburg |
| Manager vrouwenvoetbal          | Karin Punt         |

## Statistieken 2022/23

### Clubtopscorers 2022/23
| #  | Naam                 | Doelpunten | Doelpunten | Doelpunten | Assists    | Assists    | Assists |
| #  | Naam                 | Eredivisie | KNVB Beker | Totaal     | Eredivisie | KNVB Beker | Totaal  |
| -- | -------------------- | ---------- | ---------- | ---------- | ---------- | ---------- | ------- |
| 1. | Jaimy Ravensbergen   | 4          | 0          | 4          | 0          | 0          | 0       |
| 2. | Lobke Loonen         | 3          | 0          | 3          | 0          | 0          | 0       |
| 3. | Nikki IJzerman       | 2          | 0          | 2          | 1          | 0          | 1       |
| 4. | Chloé Vande Velde    | 1          | 0          | 1          | 1          | 0          | 1       |
| 5. | Daniëlle Noordermeer | 1          | 0          | 1          | 0          | 0          | 0       |
| 6. | Liz Rijsbergen       | 0          | 0          | 0          | 3          | 0          | 3       |
| 7. | Vanessa Susanna      | 0          | 0          | 0          | 1          | 0          | 1       |

(Bijgewerkt t/m speelronde 4)

### Eindstand ADO Den Haag in Eredivisie 2022/23
| Stand | Gespeeld | Gewonnen | Gelijk | Verloren | Punten | Doelpunten voor | Doelpunten tegen | Gele kaarten | 2× Geel > Rood | Rode kaarten |
| ----- | -------- | -------- | ------ | -------- | ------ | --------------- | ---------------- | ------------ | -------------- | ------------ |
| 5e    | 20       | 10       | 2      | 8        | 32     | 42              | 21               | ?            | ?              | ?            |

### Stand, punten en doelpunten per speelronde 2022/23
| Speelronde              | 1           | 2           | 3           | 4           | 5           | 6           | 7           | 8           | 9           | 10          | 11          | 12          | 13          | 14          | 15          | 16          | 17          | 18          | 19          | 20          | 21          | 22          |
| ----------------------- | ----------- | ----------- | ----------- | ----------- | ----------- | ----------- | ----------- | ----------- | ----------- | ----------- | ----------- | ----------- | ----------- | ----------- | ----------- | ----------- | ----------- | ----------- | ----------- | ----------- | ----------- | ----------- |
| Trainer                 | Sjaak Polak | Sjaak Polak | Sjaak Polak | Sjaak Polak | Sjaak Polak | Sjaak Polak | Sjaak Polak | Sjaak Polak | Sjaak Polak | Sjaak Polak | Sjaak Polak | Sjaak Polak | Sjaak Polak | Sjaak Polak | Sjaak Polak | Sjaak Polak | Sjaak Polak | Sjaak Polak | Sjaak Polak | Sjaak Polak | Sjaak Polak | Sjaak Polak |
| Punten per speelronde   | 3           | 3           | 1           | 0           | 0           | 0           | X           | 3           | 3           | 3           | 0           | 0           | 1           | X           | 3           | 3           | 3           | 0           | 0           | 0           | 3           | 3           |
| Punten na speelronde    | 3           | 6           | 7           | 7           | 7           | 7           | X           | 10          | 13          | 16          | 16          | 16          | 17          | X           | 20          | 23          | 26          | 26          | 26          | 26          | 29          | 32          |
| Stand na speelronde     | 2e          | 2e          | 3e          | 4e          | 5e          | 5e          | 6e          | 5e          | 4e          | 4e          | 4e          | 4e          | 4e          | 4e          | 4e          | 4e          | 4e          | 4e          | 4e          | 5e          | 5e          | 5e          |
| Goals per speelronde    | 4           | 6           | 1           | 0           | 0           | 0           | X           | 3           | 3           | 3           | 0           | 2           | 2           | X           | 5           | 5           | 1           | 0           | 0           | 1           | 4           | 2           |
| Goals na speelronde     | 4           | 10          | 11          | 11          | 11          | 11          | X           | 14          | 17          | 20          | 20          | 22          | 24          | X           | 29          | 34          | 35          | 35          | 35          | 36          | 40          | 42          |
| Doelsaldo na speelronde | +4          | +10         | +10         | +7          | +4          | +3          | X           | +6          | +9          | +12         | +10         | +9          | +9          | X           | +14         | +19         | +20         | +19         | +17         | +16         | +19         | +21         |

### Thuis/uit-verhouding
| Tegenstander | AFC Ajax · (1e) | VV Alkmaar (9e) | Excelsior Rotterdam (11e) | Feyenoord (7e) | Fortuna Sittard (3e) | PEC Zwolle (6e) | PSV (4e) | SC Heerenveen (8e) | Telstar (10e) | FC Twente (2e) | Totaal (5e) |
| ------------ | --------------- | --------------- | ------------------------- | -------------- | -------------------- | --------------- | -------- | ------------------ | ------------- | -------------- | ----------- |
| ADO thuis    | 0 - 3           | 5 - 0           | 2 - 0                     | 0 - 2          | 1 - 0                | 2 - 2           | 1 - 2    | 3 - 0              | 4 - 0         | 0 - 1          | 16          |
| ADO uit      | 3 - 2           | 0 - 3           | 0 - 6                     | 1 - 0          | 3 - 0                | 0 - 3           | 1 - 1    | 0 - 5              | 1 - 4         | 2 - 0          | 16          |
| Punten       | 0               | 6               | 6                         | 0              | 3                    | 4               | 1        | 6                  | 6             | 0              | 32          |

### Bekertoernooi 2022/23
| Ronde   | Kwalificatieronde | Eerste ronde | Tweede ronde | Derde ronde | Vierde ronde | Achtste finale | Kwartfinale   | Halve finale | Finale |
| ------- | ----------------- | ------------ | ------------ | ----------- | ------------ | -------------- | ------------- | ------------ | ------ |
| Thuis   | nvt.              | nvt.         | nvt.         | nvt.        | nvt.         | ASV Wartburgia | ADO Den Haag  | ADO Den Haag | /      |
| Uit     | nvt.              | nvt.         | nvt.         | nvt.        | nvt.         | ADO Den Haag   | SC Heerenveen | PSV          | /      |
| Uitslag | nvt.              | nvt.         | nvt.         | nvt.        | nvt.         | 2 - 5          | 2 - 0         | 1 - 4        | /      |

## Uitslagen 2022/23

### Eredivisie
|       | Ajax  | VV Alkmaar | Excelsior | Feyenoord | Fortuna Sittard | sc Heerenveen | PEC Zwolle | PSV   | Telstar | FC Twente |
| ----- | ----- | ---------- | --------- | --------- | --------------- | ------------- | ---------- | ----- | ------- | --------- |
| Thuis | 0 – 3 | 5 – 0      | 2 – 0     | 0 – 2     | 1 – 0           | 3 – 0         | 2 – 2      | 1 – 2 | 4 – 0   | 0 – 1     |
| Uit   | 3 – 2 | 0– 3       | 0 – 6     | 1 – 0     | 3 – 0           | 0 – 5         | 0 – 3      | 1 – 1 | 1 – 4   | 2 – 0     |

| Speelronde 1                                                                           | ADO Den Haag                                                                     | 4 – 0 (1 – 0)    | Telstar | Opstelling ADO Den Haag |
| 18 september 2022 Aanvangstijd: 12.15 uur Plaats: Den Haag Bingoal Stadion             | Lobke Loonen 4', 63' (pen) Chloé Vande Velde 49' Jaimy Ravensbergen 79'          | Wedstrijdverslag | 82' Chelly Drost | Lorsheijd, Vonk, Noordermeer, Douma, Nelemans, Van der Wal ( 87' Raaijmakers), Vande Velde ( 85' Van Raay), IJzerman ( 85' Susanna), Rijsbergen ( 85' Wammes), Ravensbergen, Loonen ( 67' Van Oosten      |
| Speelronde 2                                                                           | Excelsior                                                                        | 0 – 6 (0 – 4)    | ADO Den Haag | Opstelling ADO Den Haag |
| 23 september 2022 Aanvangstijd: 19.30 uur Plaats: Rotterdam Van Donge & De Roo Stadion | Yentl van Goch 61' Akke van den Born 71' Iris van Bokhoven 90+2' Fleur Mol 90+3' | Wedstrijdverslag | 22' (e.d.) Nikki Ridder 32', 53' Jaimy Ravensbergen 38' Bo Vonk 43' Daniëlle Noordermeer 45+2' Lobke Loonen 67' Nikki IJzerman | Lorsheijd, Vonk ( 65' Pijnacker Hordijk), Noordermeer ( 73' Susanna), Douma, Nelemans ( 73' Stoop), Van der Wal, Ravensbergen, Vande Velde ( 65' Raaijmakers), Rijsbergen, Loonen, IJzerman ( 82' Wammes) |
| Speelronde 3                                                                           | PSV                                                                              | 1 – 1 (0 – 0)    | ADO Den Haag | Opstelling ADO Den Haag |
| 2 oktober 2022 Aanvangstijd: 12.15 uur Plaats: Eindhoven PSV Campus De Herdgang        | Kayra Nelemans 72' (e.d.)                                                        | Wedstrijdverslag | 76' Kayra Nelemans 85' Jaimy Ravensbergen                                                                                      | Lorsheijd, Vonk ( 68' Stoop), Noordermeer, Douma ( 88' Pijnacker Hordijk), Nelemans, Van der Wal, Vande Velde ( 76' Susanna), Van Oosten, Rijsbergen, Ravensbergen, IJzerman                              |
| Speelronde 4                                                                           | ADO Den Haag                                                                     | 0 – 3 (0 – 1)    | Ajax | Opstelling ADO Den Haag |
| 16 oktober 2022 Aanvangstijd: 12.15 uur Plaats: Den Haag Bingoal Stadion               | Jaimy Ravensbergen 54'                                                           | Wedstrijdverslag | 19', 78' 63' Romée Leuchter 54' Lisa Doorn 85' Sherida Spitse                                                                  | Lorsheijd, Vonk ( 67' Susanna), Noordermeer, Douma, Nelemans, Van der Wal ( 74' Raaijmakers), Vande Velde ( 68' Stoop), Van Oosten, Rijsbergen ( 77' Van Raay), Ravensbergen, IJzerman ( 68' Viehoff)     |
| Speelronde 5                                                                           | Fortuna Sittard                                                                  | 3 – 0 (1 – 0)    | ADO Den Haag | Opstelling ADO Den Haag |
| 22 oktober 2022 Aanvangstijd: 14.00 uur Plaats: Sittard Fortuna Sittard Stadion        | Charlotte Hulst 33', 50', 84'                                                    | Wedstrijdverslag | 60' Louise van Oosten | Lorsheijd, Vonk, Noordermeer ( 88' Dankelman), Douma, Nelemans, Raaijmakers ( 61' Van Raay), Vande Velde ( 68' Loonen), Van Oosten ( 88' Stoop), Rijsbergen, Viehoff ( 61' Wammes), IJzerman              |
| Speelronde 6                                                                           | ADO Den Haag                                                                     | 0 – 1 (0 – 1)    | FC Twente | Opstelling ADO Den Haag |
| 28 oktober 2022 Aanvangstijd: 19.30 uur Plaats: Den Haag Bingoal Stadion               |                                                                                  | Wedstrijdverslag | 9' Elena Dhont 70' Fenna Kalma                                                                                                 | Lorsheijd, Vonk, Noordermeer, Douma, Nelemans, Raaijmakers ( 73' Wammes), Vande Velde, Van Oosten, Rijsbergen ( 89' Viehoff), Loonen ( 73' Van Raay), IJzerman ( 84' Dankelman)                           |
| Speelronde 8                                                                           | PEC Zwolle                                                                       | 0 – 3 (0 – 2)    | ADO Den Haag | Opstelling ADO Den Haag |
| 20 november 2022 Aanvangstijd: 12.15 uur Plaats: Zwolle Sportpark Be Quick             | Ilse Kemper 39' Tess van Bentem 82'                                              | Wedstrijdverslag | 7' Nikki IJzerman 43' Noordermeer 55' Louise van Oosten                                                                        | Lorsheijd, Vonk ( 59' Stoop), Noordermeer, Douma ( 82' Wammes), Nelemans, Raaijmakers ( 59' Van der Wal), Van Raay, Van Oosten, Rijsbergen ( 82' PijnackerHordijk), Loonen, IJzerman ( 88' Susanna)       |
| Speelronde 9                                                                           | ADO Den Haag                                                                     | 3 – 0 (2 – 0)    | sc Heerenveen | Opstelling ADO Den Haag |
| 25 november 2022 Aanvangstijd: 19.30 uur Plaats: Den Haag Bingoal Stadion              | Daniëlle Noordermeer 20' Manon van Raay 29', 47' 90'                             | Wedstrijdverslag | 57' Merel Bormans | Lorsheijd, Douma ( 27' Van Raay), Noordermeer, Stoop, Nelemans, Van der Wal ( 76' Pijnacker Hordijk), Van Oosten, Rijsbergen ( 79' Susanna), Loonen ( 76' Balfoort), IJzerman, Ravensbergen               |
| Speelronde 10                                                                          | VV Alkmaar                                                                       | 0 – 3 (0 – 2)    | ADO Den Haag | Opstelling ADO Den Haag |
| 2 december 2022 Aanvangstijd: 19.30 uur Plaats: Alkmaar Sportpark Robonsbosweg         | Kim Remijnse 30' Elanur Polat 89'                                                | Wedstrijdverslag | 8', 30' (pen.) Lobke Loonen 80' Jaimy Ravensbergen                                                                             | Lorsheijd, Douma, Noordermeer, Stoop ( 90+1' Vonk), Nelemans, Van der Wal ( 83' Van Raay), Ravensbergen, Van Oosten, Rijsbergen ( 87' Wammes), Loonen ( 87' Viehoff), IJzerman                            |
| Speelronde 11                                                                          | ADO Den Haag                                                                     | 0 – 2 (0 – 2)    | Feyenoord | Opstelling ADO Den Haag |
| 8 december 2023 Aanvangstijd: 19.30 uur Plaats: Den Haag Bingoal Stadion               |                                                                                  | Wedstrijdverslag | 24' Pia Rijsdijk 39' Cheyenne van den Goorbergh                                                                                | Lorsheijd, Vonk ( 46' Stoop), Noordermeer, Douma ( 67' Susanna), Nelemans, Van der Wal ( 46' Van Raay), Ravensbergen, Van Oosten, Rijsbergen, Loonen, IJzerman                                            |
| Speelronde 12                                                                          | Ajax                                                                             | 3 – 2 (2 – 1)    | ADO Den Haag | Opstelling ADO Den Haag |
| 20 januari 2023 Aanvangstijd: 19.30 uur Plaats: Amsterdam Sportpark De Toekomst        | Chasity Grant 2' Tiny Hoekstra 40', 84' Roos van der Veen 65'                    | Wedstrijdverslag | 38' Liz Rijsbergen 80' Daniëlle Noordermeer 83' Chloé Vande Velde                                                              | Lorsheijd, Vonk ( 85' Balfoort), Noordermeer, Douma, Pijnacker Hordijk ( 74' Loonen), Nelemans, Vande Velde ( 85' Van Raay), Ravensbergen, IJzerman, Rijsbergen, Susanna                                  |
| Speelronde 13                                                                          | ADO Den Haag                                                                     | 2 – 2 (2 – 0)    | PEC Zwolle | Opstelling ADO Den Haag |
| 27 januari 2023 Aanvangstijd: 19.30 uur Plaats: Den Haag Bingoal Stadion               | Liz Rijsbergen 10', 36'                                                          | Wedstrijdverslag | 71' Loyce Speelman 90+2' Imre van der Vegt                                                                                     | Lorsheijd, Vonk, Noordermeer, Douma, Nelemans, Vande Velde, Ravensbergen, IJzerman ( 78' Wammes), Rijsbergen, Loonen ( 90+1' Raaijmakers), Susanna ( 46' Van Raay)                                        |
| Speelronde 15                                                                          | ADO Den Haag                                                                     | 5 – 0 (2 – 0)    | VV Alkmaar | Opstelling ADO Den Haag |
| 10 februari 2023 Aanvangstijd: 19.30 uur Plaats: Den Haag Bingoal Stadion              | Liz Rijsbergen 21', 86' Jaimy Ravensbergen 32', 73' Gina Viehoff 90'             | Wedstrijdverslag | 84' Isa Colin | Lorsheijd, Vonk, Noordermeer ( 90+1' Pijnacker Hordijk), Douma, Nelemans ( 90+1' Van den Ende), Van Raay ( 88' Raaijmakers), Vande Velde, IJzerman, Rijsbergen, Ravensbergen, Susanna ( 83' Viehoff)      |
| Speelronde 16                                                                          | sc Heerenveen                                                                    | 0 – 5 (0 – 3)    | ADO Den Haag | Opstelling ADO Den Haag |
| 3 maart 2023 Aanvangstijd: 19.30 uur Plaats: Heerenveen Sportpark Skoatterwald         | Nina Nijstad 64'                                                                 | Wedstrijdverslag | 6' Vanessa Susanna Jaimy Ravensbergen 42' Chloé Vande Velde 57' Manon van Raay 77', 85' Liz Rijsbergen                         | Lorsheijd, Van Raay ( 79' Jill van den Ende), Noordermeer, Douma, Nelemans, Raaijmakers, Vande Velde ( 86' Dupon), IJzerman, Rijsbergen ( 86' Balfoort), Ravensbergen, Susanna                            |
| Speelronde 17                                                                          | ADO Den Haag                                                                     | 1 – 0 (0 – 0)    | Fortuna Sittard | Opstelling ADO Den Haag |
| 10 maart 2023 Aanvangstijd: 19.30 uur Plaats: Den Haag Bingoal Stadion                 | Liz Rijsbergen 51' Jaimy Ravensbergen 86' (pen.)                                 | Wedstrijdverslag | 82' Samantha van Diemen 85' Diede Lemey                                                                                        | Lorsheijd, Raaijmakers, Noordermeer, Douma, Nelemans, Van Raay, Vande Velde, IJzerman, Rijsbergen, Ravensbergen, Susanna ( 66' Van der Wal)                                                               |
| Speelronde 18                                                                          | Feyenoord                                                                        | 1 – 0 (0 – 0)    | ADO Den Haag | Opstelling ADO Den Haag |
| 24 maart 2023 Aanvangstijd: 19.30 uur Plaats: Rotterdam Sportcomplex Varkenoord        | Esmee de Graaf 83' Justine Brandau 85' Amber Verspaget 90' Sabrine Ellouzi 90+5' | Wedstrijdverslag | 70' Louise van Oosten 85' Pleun Raaijmakers                                                                                    | Lorsheijd, Raaijmakers ( 87' Viehoff), Noordermeer, Douma, Nelemans, Van der Wal, Van Oosten ( 81' Vande Velde), IJzerman, Rijsbergen, Susanna ( 66' Loonen), Van Raay                                    |
| Speelronde 19                                                                          | FC Twente                                                                        | 2 – 0 (1 – 0)    | ADO Den Haag | Opstelling ADO Den Haag |
| 2 april 2023 Aanvangstijd: 12.15 uur Plaats: Enschede Sportpark Het Diekman            | Elena Dhont 13' Fenna Kalma 70' 90+1' Bente Jansen                               | Wedstrijdverslag | 33' Kayra Nelemans | Lorsheijd, Vonk ( 85' Stoop), Noordermeer, Raaijmakers, Nelemans ( 46' Loonen), Van der Wal, Van Raay, Van Oosten ( 46' Vande Velde), Rijsbergen, Susanna, IJzerman                                       |
| Speelronde 20                                                                          | ADO Den Haag                                                                     | 1 – 2 (0 – 1)    | PSV | Opstelling ADO Den Haag |
| 21 april 2023 Aanvangstijd: 19.30 uur Plaats: Den Haag Bingoal Stadion                 | Pleun Raaijmakers 15' Nikki IJzerman 62' Nicole Stoop 71'                        | Wedstrijdverslag | 22' Melanie Bross 34' 57' Siri Worm 39' Chimera Ripa 52' Esmee Brugts 90+1' Inessa Kaagman 90+5' Emmeke Henschen               | Lorsheijd, Raaijmakers ( 69' Stoop), Noordermeer, Douma ( 90+3' Van Raay), Nelemans, Van der Wal, Vande Velde ( 75' Van den Ende), Van Oosten, Rijsbergen, Loonen ( 69' Susanna), IJzerman                |
| Speelronde 21                                                                          | Telstar                                                                          | 1 – 4 (1 – 1)    | ADO Den Haag | Opstelling ADO Den Haag |
| 30 april 2023 Aanvangstijd: 14.00 uur Plaats: Velsen-Zuid 711 Stadion                  | Isa Gomez 28' 38'                                                                | Wedstrijdverslag | 17', 75' Liz Rijsbergen 76' Jill van den Ende 81' Nikki IJzerman                                                               | Lorsheijd, Vonk ( 69' Viehoff), Noordermeer, Raaijmakers ( 84' Dupon), Nelemans, Van der Wal, Vande Velde ( 84' Dupon), Van Oosten, Rijsbergen, Loonen ( 59' Van den Ende), IJzerman                      |
| Speelronde 22                                                                          | ADO Den Haag                                                                     | 2 – 0 (1 – 0)    | Excelsior | Opstelling ADO Den Haag |
| 7 mei 2023 Aanvangstijd: 14.30 uur Plaats: Den Haag Bingoal Stadion                    | Liz Rijsbergen 34', 52' Louise van Oosten 43'                                    | Wedstrijdverslag | 28' Dana Breewel 45+2' Lieve van Vliet 68' Lotje de Keijzer                                                                    | Lorsheijd, Vonk ( 69' Stoop), Noordermeer, Raaijmakers, Nelemans, Van der Wal, Vande Velde ( 87' Abali), Van Oosten, Rijsbergen ( 87' Viehoff), Loonen ( 70' Susanna), IJzerman ( 7' Van den Ende)        |

### KNVB beker
| Achtste finale                                                                | ASV Wartburgia                                  | 2 – 5 (0 – 3)    | ADO Den Haag                                                                                               | Opstelling ADO Den Haag |
| 25 februari 2023 Aanvangstijd: 13.15 uur Plaats: Amsterdam Sportpark Drieburg | Chelsea Kenton 51' Tess Linnekamp 65'           | Wedstrijdverslag | 4' Liz Rijsbergen 30' Cato Pijnacker Hordijk 41' Jaimy Ravensbergen 81' Liz Rijsbergen 87' Vanessa Susanna | Lorsheijd, Vonk ( 46' Noordermeer), Pijnacker Hordijk, Douma, Nelemans, Raaijmakers ( 79' Susanna), Vande Velde, Van Raay, Rijsbergen, Ravensbergen, IJzerman          |
| Kwartfinale                                                                   | ADO Den Haag                                    | 2 – 0 (2 – 0)    | sc Heerenveen                                                                                              | Opstelling ADO Den Haag |
| 19 maart 2023 Aanvangstijd: 13.00 uur Plaats: Den Haag Bingoal Stadion        | Liz Rijsbergen 8', 40' Daniëlle Noordermeer 69' | Wedstrijdverslag | 55' Fenna Meijer 63' Anna Ruiter 69' Janneke Ennema 81' Iris Teijema                                       | Lorsheijd, Raaijmakers ( 78' Van Oosten), Noordermeer, Douma, Nelemans, Van Raay, Van der Wal, IJzerman, Rijsbergen ( 90+' Wammes), Viehoff, Susanna                   |
| Halve finale                                                                  | ADO Den Haag                                    | 1 – 4 (0 – 2)    | PSV | Opstelling ADO Den Haag |
| 15 april 2023 Aanvangstijd: 15.30 uur Plaats: Den Haag Bingoal Stadion        | Manon van Raay 52' Gina Viehoff 85'             | Wedstrijdverslag | 3' Laura Strik 27' Zera Hulswit 65' Joëlle Smits 75' 88' Inessa Kaagman 90+5' Fleur Stoit                  | Lorsheijd, Raaijmakers, Noordermeer, Douma ( 70' Viehoff), Van der Wal, Van Raay, Vande Velde ( 46' Van Oosten), IJzerman, Rijsbergen, Loonen, Susanna ( 33' Nelemans) |

### Augustus 2022
| Oefenwedstrijd | ADO Den Haag | 0 - 2 (0 - 0) | Oud-Heverlee Leuven (, Super League)     | Selectie ADO Den Haag: (T: Sjaak Polak) | Selectie Oud-Heverlee Leuven: (T: Jimmy Coenraets) |
| za. 6 augustus 2022 Aanvangstijd: 12:00 uur Plaats: Rijswijk Sportpark Prinses Irene Toeschouwers: ±200 Scheidsrechter: Robin Straub Wedstrijdverslagen: ADO Den Haag, ADOFans, Haags Amateurvoetbal |              | 0 - 1 0 - 2   | 70' Van Schoonhoven (pen.) 90' Ampoorter | BASISOPSTELLING: Grimmius - Vonk, Noordermeer, Van der Wal, Nelemans - Van Oosten, Vande Velde, Douma - Van Raay, Loonen, IJzerman WISSELS: 46' Viehoff Vonk 46' Stoop Noordermeer 46' Pijnacker Hordijk Van der Wal 46' Dankelman Nelemans 60' Van den Ende Loonen 75' Wammes Van de Velde 75' Burgers Douma 75' Raaijmakers IJzerman | BASISOPSTELLING: Evrard - Veefkind, Tysiak, Kees, Coenraets - Cranshoff, Van Schoonhoven, Mertens - Janssens, Eurlings, Detruyer WISSELS: 46' Ampoorter Eurlings 57' Van Dijk Kees 68' Lameir Cranshoff |

Afwezig: Lorsheijd (rust na EK 2022 Nederland), Rijsbergen (Nederland O20), Abali, Van Belen, Looijen, Ravensbergen, Sellies, Van de Westeringh (blessure/rust)

| Steka Cup toernooi Duels van 30 minuten | ADO Den Haag                                                                                         | 2e plek                                                                                     | (zie hieronder) | Selectie ADO Den Haag: (T: Sjaak Polak) |
| za. 13 augustus 2022 Aanvangstijd: 10:40 uur Plaats: Trier () Sportpark Schleidweiler Toeschouwers: ? Scheidsrechter: ? Wedstrijdverslagen: ADO Den Haag | ADO Den Haag IJzerman 17' Loonen 22' SG 99 Andernach 1. FC Köln ? 13' ? 30+5' Feyenoord ADO Den Haag | 1e duel 1 - 0 2 - 0 2e duel 0 - 1 3e duel 1 - 0 1 - 1 2 - 1 Halve finale 0 - 1 Finale 0 - 0 | 1. FFC Frankfurt ADO Den Haag 26' Wammes ADO Den Haag 18' Ravensbergen ADO Den Haag 19' Viehoff 1. FC Köln *wint na penalty's | (P1) BASISOPSTELLING TEGEN 1. FFC Frankfurt (, Bundesliga): Lorsheijd - Vonk, Noordermeer, Douma, Nelemans - Van Oosten, Vande Velde, Van der Wal - Viehoff, Loonen, IJzerman (P2) BASISOPSTELLING TEGEN SG 99 Andernach (, 2. Bundesliga): Grimmius - Pijnacker Hordijk, Noordermeer, Stoop, Dankelman - Van Oosten, Van Raay, Raaijmakers - Susanna, Loonen, Ravensbergen (Ingevallen: Wammes) (P3) BASISOPSTELLING TEGEN 1. FC Köln (, Bundesliga): Lorsheijd - Vonk, Pijnacker Hordijk, Douma, Nelemans - Van der Wal, Vande Velde, Dankelman - Susanna, Wammes, Ravensbergen (HF) BASISOPSTELLING TEGEN Feyenoord (Eredivisie): Grimmius - Vonk, Noordermeer, Stoop, Nelemans - Van Oosten, Van Raay, Raaijmakers - Viehoff, Loonen, IJzerman (F) BASISOPSTELLING TEGEN 1. FC Köln (, Bundesliga): Lorsheijd - Vonk, Noordermeer, Douma, Nelemans - Van Oosten, Vande Velde, Van der Wal - Ravensbergen, Loonen, IJzerman |

Afwezig: Rijsbergen (Nederland O20), Abali, Van Belen, Looijen, Sellies, Van de Westeringh (blessure)

| Oefenwedstrijd | SG Essen-Schönebeck (, Bundesliga)               | 2 - 1 (2 - 0)     | ADO Den Haag                | Selectie ADO Den Haag: (T: Sjaak Polak) | Selectie SG Essen-Schönebeck: (T: Markus Högner) |
| za. 20 augustus 2022 Aanvangstijd: 14:00 uur Plaats: Billerbeck Helker Mountain Toeschouwers: ? Scheidsrechter: ? Wedstrijdverslagen: ADO Den Haag, SG Essen, Haagse Topsport | Berentzen (Meißner) 17' Edwards (Ostermeier) 34' | 1 - 0 2 - 0 2 - 1 | 49' Ravensbergen (Nelemans) | BASISOPSTELLING: Grimmius - Vonk, Stoop, Van der Wal, Nelemans - Van Oosten, Vande Velde, Raaijmakers - Ravensbergen, Loonen, IJzerman WISSELS: 46' Van Raay Vande Velde 46' Viehoff Loonen 61' Dankelman Raaijmakers 67' Wammes IJzerman 75' Pijnacker Hordijk Stoop 79' Wieringa Grimmius | BASISOPSTELLING: Winkler - Meißner, Ostermeier, Räcke, Piljić - Pfluger, Edwards, Rieke - Baaß, Berentzen, Endemann WISSELS: 46' Pucks Räcke 46' Kowalski Pfluger 46' Debitzki Edwards 46' Kockmann Baaß 46' Maier Berentzen |

Afwezig: Rijsbergen (Nederland O20), Abali, Van Belen, Douma, Looijen, Lorsheijd, Noordermeer, Sellies, Van de Westeringh (blessure/rust)

| Oefenwedstrijd | ADO Den Haag                                        | 2 - 0 (1 - 0) | VV Alkmaar | Selectie ADO Den Haag: (T: Sjaak Polak) | Selectie VV Alkmaar: (T: Mark de Vries) |
| vr. 26 augustus 2022 Aanvangstijd: 19:00 uur Plaats: Rijswijk Prinses Irene Sportpark Toeschouwers: ±200 Scheidsrechter: Mike van Dam Wedstrijdverslagen: ADO Den Haag, ADOFans, Haagse Topsport | Loonen (pen.) 31' Loonen 52' Viehoff (IJzerman) 55' | 1 - 0 2 - 0   |            | BASISOPSTELLING: Lorsheijd - Van Raay, Noordermeer, Stoop, Nelemans - Van Oosten, Vande Velde, Van der Wal - Ravensbergen, Loonen, IJzerman WISSELS: 46' Vonk Van Raay 46' Viehoff Van Oosten 64' Pijnacker Hordijk Stoop 64' Dankelman Vande Velde 72' Douma Noordermeer 72' Raaijmakers Nelemans 74' Wammes IJzerman 83' Balfoort Loonen | Onbekend.                               |

Afwezig: Rijsbergen (Nederland O20), Abali, Van Belen, Looijen, Sellies, Van de Westeringh (blessure)

### September 2022
| Oefenwedstrijd | ADO Den Haag                                                                | 4 - 0 (3 - 0)           | Excelsior Rotterdam | Selectie ADO Den Haag: (T: Sjaak Polak) | Selectie Excelsior Rotterdam: (T: Richard Mank) |
| vr. 2 september 2022 Aanvangstijd: 19:30 uur Plaats: Rijswijk Prinses Irene Sportpark Toeschouwers: ±150 Scheidsrechter: Rogelio van Driel Wedstrijdverslagen: ADO Den Haag, Excelsior, ADOFans[dode link], Haagse Topsport | Wammes 15' Wammes (Ravensbergen) 21' Van Raay 45+1' Ravensbergen (pen.) 79' | 1 - 0 2 - 0 3 - 0 4 - 0 | 78' Van Vliet       | BASISOPSTELLING: Grimmius - Pijnacker Hordijk, Stoop, Douma , Dankelman - Van Raay, Raaijmakers, Van der Wal - Viehoff, Ravensbergen, Wammes WISSELS: 46' Noordermeer Stoop 46' Loonen Van Raay 60' Vonk Douma 60' IJzerman Wammes 73' Balfoort Raaijmakers 76' Nelemans Dankelman 76' Susanna Viehoff | BASISOPSTELLING: Pothof - Mol, Ridder, Kleine, De With - Hendriks, Bhagerath, Van den Born - Udink, Ardon, Gumbs WISSELS: 46' Helderman Kleine 46' Van Vliet Hendriks 46' Groenewegen Bhagerath 46' Breewel Udink 46' Van Bokhoven Ardon |

Afwezig: Lorsheijd (Nederland), Vande Velde (België), Rijsbergen (Nederland O20), Van den Ende, Van Oosten (Nederland O19), Abali, Van Belen, Looijen, Sellies, Van de Westeringh (blessure)

| Oefenwedstrijd | ADO Den Haag                                              | 3 - 0 (3 - 0)     | ASV Wartburgia | Selectie ADO Den Haag: (T: Sjaak Polak) | Selectie ASV Wartburgia: (T: ?) |
| wo. 7 september 2022 Aanvangstijd: 20:00 uur Plaats: Rijswijk Prinses Irene Sportpark Toeschouwers: ±150 Scheidsrechter: ? Wedstrijdverslagen: ADO Den Haag, Haaglanden Voetbal, Haagse Topsport | Rijsbergen (Douma) 9' Douma (Rijsbergen) 28' IJzerman 38' | 1 - 0 2 - 0 3 - 0 |                | BASISOPSTELLING: Wieringa - Vonk, Noordermeer, Douma , Nelemans - Van Raay, Ravensbergen, Van der Wal - Rijsbergen, Loonen, IJzerman WISSELS: 46' Pijnacker Hordijk Vonk 46' Viehoff Ravensbergen 46' Raaijmakers Van der Wal 46' Susanna Rijsbergen 61' Dankelman Douma 61' Stoop Nelemans 61' Wammes Loonen 70' Balfoort IJzerman | Onbekend.                       |

Afwezig: Vande Velde (België), Van den Ende, Van Oosten (Nederland O19), Abali, Van Belen, Grimmius, Looijen, Sellies, Van de Westeringh (blessure)

| Azerion Vrouwen Eredivisie 1e speelronde | ADO Den Haag                                                                         | 4 - 0 (1 - 0)           | Telstar   | Selectie ADO Den Haag: (T: Sjaak Polak) | Selectie Telstar: (T: Marelle Worm) |
| zo. 18 september 2022 Aanvangstijd: 12:15 uur Plaats: Den Haag Bingoal Stadion Toeschouwers: 523 Scheidsrechter: Pepijn Helgering Assistenten: Jansen, Wagemakers, Van der Velden Wedstrijdverslagen: ADO, ADOFans, NOS, ESPN, FCUpdate | Loonen (IJzerman) 5' Vande Velde 49' Loonen (pen.) 63' Ravensbergen (Rijsbergen) 79' | 1 - 0 2 - 0 3 - 0 4 - 0 | 82' Drost | BASISOPSTELLING: Lorsheijd - Vonk, Noordermeer, Douma, Nelemans - Vande Velde, Ravensbergen, Van der Wal - Rijsbergen, Loonen, IJzerman RESERVEBANK: Wieringa, Pijnacker Hordijk, Stoop, Raaijmakers, Van Oosten, Van Raay, Susanna, Wammes WISSELS: 67' Van Oosten Loonen 84' Wammes Rijsbergen 84' Susanna IJzerman 87' Raaijmakers Vande Velde 87' Van Raay Van der Wal | BASISOPSTELLING: Steen - Donker, Hermans, Ursem, Van Zelst - Drost, Kruijthof, Bruinenberg - Coady, Prins, Hassani RESERVEBANK: Rispens, Lagcher, Vader, Wierda, Van der Vlist, Vis, Van de Pol WISSELS: 46' Lagcher Ursem 79' Vader Van Zelst 84' Wierda Kruijthof |

Afwezig: Abali, Van Belen, Grimmius, Looijen, Sellies, Van de Westeringh (blessure)

Opmerkelijk: Daniëlle Noordermeer, Chloé Vande Velde, Lysanne van der Wal, Lobke Loonen, Dante Wammes en Vanessa Susanna maakten hun ADO-debuut.
| Azerion Vrouwen Eredivisie 2e speelronde | Excelsior Rotterdam                                | 0 - 6 (0 - 4)                       | ADO Den Haag | Selectie ADO Den Haag: (T: Sjaak Polak) | Selectie Excelsior Rotterdam: (T: Richard Mank) |
| vr. 23 september 2022 Aanvangstijd: 19:30 uur Plaats: Rotterdam Van Donge & De Roo Stadion Toeschouwers: ±500 Scheidsrechter: Daniël Drost Assistenten: Ruter, Hoeksma, Walthuis Wedstrijdverslagen: ADO, ADOFans[dode link], Excelsior, ESPN, FCUpdate, Video | Van Goch 61' Van den Born 71' Kleine 90' Mol 90+1' | 0 - 1 0 - 2 0 - 3 0 - 4 0 - 5 0 - 6 | 22' IJzerman (c.) 32' Ravensbergen (Rijsbergen, c.) 38' Vonk 43' Noordermeer 45+2' Loonen (Vande Velde, c.) 53' Ravensbergen 67' IJzerman (Rijsbergen) | BASISOPSTELLING: Lorsheijd - Vonk, Noordermeer, Douma, Nelemans - Vande Velde, Ravensbergen, Van der Wal - Rijsbergen, Loonen, IJzerman RESERVEBANK: Wieringa, Pijnacker Hordijk, Stoop, Raaijmakers, Van Oosten, Van Raay, Susanna, Wammes WISSELS: 65' Pijnacker Hordijk Vonk 65' Raaijmakers Vande Velde 73' Stoop Noordermeer 73' Susanna Nelemans 82' Wammes IJzerman | BASISOPSTELLING: Pothof - Mol, Ridder, Kleine, Piqué - Van Vliet, Coelho Aurélio, Groenewegen - Van Bokhoven, Breewel, Hop RESERVEBANK: De Haan, De With, Huijsing, Van Goch, Bhagerath, Van den Born, Hendriks, Udink, Gumbs, Ardon WISSELS: 46' Gumbs Groenewegen 57' Van den Born Hop 57' Van Goch Breewel |

Afwezig: Abali, Van Belen, Grimmius, Looijen, Sellies, Van de Westeringh (blessure)

Opmerkelijk: Verdediger Nicole Stoop maakte haar ADO-debuut.

### Oktober 2022
| Azerion Vrouwen Eredivisie 3e speelronde | PSV                       | 1 - 1 (0 - 0) | ADO Den Haag                               | Selectie ADO Den Haag: (T: Sjaak Polak) | Selectie PSV: (T: Rick de Rooij) |
| zo. 2 oktober 2022 Aanvangstijd: 12:15 uur Plaats: Eindhoven De Herdgang Toeschouwers: ±500 Scheidsrechter: Pim Weghorst Assistenten: Verboven, Capaci, Kooy Wedstrijdverslagen: ADO, ESPN, Video | Nelemans (eigen goal) 72' | 1 - 0 1 - 1   | 76' Van der Wal 85' Ravensbergen (Susanna) | BASISOPSTELLING: Lorsheijd - Vonk, Noordermeer, Douma, Nelemans - Van Oosten, Vande Velde, Van der Wal - Rijsbergen, Ravensbergen, IJzerman RESERVEBANK: Wieringa, Pijnacker Hordijk, Stoop, Raaijmakers, Van Raay, Susanna, Wammes WISSELS: 68' Stoop Vonk 76' Susanna Vande Velde 88' Pijnacker Hordijk Douma | BASISOPSTELLING: Alkemade - Hendriks, Van Es , Worm - Bross, Kuijpers, Biesmans, Levels - Kaagman, Smits, Brugts RESERVEBANK: De Jong, Bastiaen, Koeleman, Coolen, Verheijen, Ripa, Rask, Van Straten, Dessing, Thestrup, Hulswit WISSELS: 68' Ripa Kuijpers 68' Coolen Levels 68' Testrup Kaagman 86' Rask Bross |

Afwezig: Abali, Van Belen, Grimmius, Loonen, Looijen, Sellies, Van de Westeringh (blessure)

Opmerkelijk: Grote consternatie over de PSV-goal, de bal bleek namelijk niet over de doellijn te zijn geweest. Desondanks werd het doelpunt wel goedgekeurd.
| Azerion Vrouwen Eredivisie 4e speelronde | ADO Den Haag     | 0 - 3 (0 - 1)     | AFC Ajax                                                                             | Selectie ADO Den Haag: (T: Sjaak Polak) | Selectie Ajax: (T: Suzanne Bakker) |
| zo. 16 oktober 2022 Aanvangstijd: 12:15 uur Plaats: Den Haag Bingoal Stadion Toeschouwers: 1.564 Scheidsrechter: Bjorn Kuiper Assistenten: Klaassen, Oudendijk, Sturkenboom Wedstrijdverslagen: ADO, ESPN, Video | Ravensbergen 53' | 0 - 1 0 - 2 0 - 3 | 19' Leuchter (Hoekstra) 53' Doorn 64' Leuchter 79' Leuchter (Grant) 85' Spitse (vt.) | BASISOPSTELLING: Lorsheijd - Vonk, Noordermeer, Douma, Nelemans - Van Oosten, Vande Velde, Van der Wal - Rijsbergen, Ravensbergen, IJzerman RESERVEBANK: Grimmius, Pijnacker Hordijk, Stoop, Raaijmakers, Van Raay, Susanna, Wammes, Viehoff WISSELS: 68' Stoop Vonk 68' Susanna Vande Velde 68' Viehoff IJzerman 73' Raaijmakers Van der Wal 77' Van Raay Rijsbergen | BASISOPSTELLING: Kop - Kardinaal, De Sanders, Doorn, Verhoeve - Sabajo, Spitse , Pelova - Grant, Leuchter, Hoekstra RESERVEBANK: Van der Wal, Keijzer, Munsterman, Noordam, Van Gool, Bakker, Weerden, Tromp, Kruize WISSELS: 67' Weerden Verhoeve 67' Bakker Hoekstra 73' Noordam Sabajo 89' Van Gool Pelova |

Afwezig: Abali, Van Belen, Loonen, Looijen, Sellies, Van de Westeringh (blessure)

Opmerkelijk: Aanvaller Gina Viehoff maakte haar ADO-debuut. Na een merkwaardig opstootje gaf de scheidsrechter de uitlokkende Ajax-verdediger slechts geel, maar wel een rode kaart aan Jaimy Ravensbergen. De ADO-aanvaller werd voor vier wedstrijden geschorst, waarvan één voorwaardelijk.

### April 2023
| Azerion Vrouwen Eredivisie 19e speelronde | FC Twente                                               | 2 - 0 (1 - 0) | ADO Den Haag | Selectie ADO Den Haag: (T: Sjaak Polak) | Selectie FC Twente: (T: Joran Pot) |
| zo. 2 april 2023 Aanvangstijd: 12:15 uur Plaats: Enschede Sportcampus Diekman Toeschouwers: ? Scheidsrechter: Lizzy van der Helm Assistenten: Boer, Vermeer, Van der Lei Wedstrijdverslagen: ADO, FC Twente, ESPN | Dhont (Auée) 13' Kalma (Olislagers) 70' B. Jansen 90+1' | 1 - 0 2 - 0   | 33' Nelemans | BASISOPSTELLING: Lorsheijd - Vonk, Noordermeer, Raaijmakers, Nelemans - Van Oosten, Van Raay, Van der Wal - Rijsbergen, Susanna, IJzerman RESERVEBANK: Grimmius, Douma, Stoop, Van den Ende, Vande Velde, Van Egmond, Dupon, Loonen WISSELS: 46' Loonen Nelemans 46' Vande Velde Van Oosten 85' Stoop Vonk | BASISOPSTELLING: Van Domselaar - Everaerts, Auée, Dijkstra, Olislagers - Kaptein, Giesen, Van Ginkel - Dhont, Kalma, R. Jansen RESERVEBANK: Niënhuis, Roetgering, Kerkdijk, Oude Elberink, Te Brake, Kroese, B. Jansen, Kroezen WISSELS: 66' Te Brake Kaptein 85' B. Jansen Giesen |

Afwezig: Abali, Van Belen, Looijen, Pijnacker Hordijk, Ravensbergen, Sellies, Wammes, Van de Westeringh (blessure)

ADO Den Haag · 
Ajax · 
VV Alkmaar · 
Excelsior · 
Feyenoord · 
Fortuna Sittard · 
sc Heerenveen · 
PEC Zwolle · 
PSV · 
Telstar · 
FC Twente